# Deroserica
Deroserica är ett släkte av skalbaggar. Deroserica ingår i familjen Melolonthidae.
Kladogram enligt Catalogue of Life:
| Deroserica | \| \| Deroserica compressicrus \| \| \| \| \| \| Deroserica pulchra \| \| \| \| |
|            | \| \| Deroserica compressicrus \| \| \| \| \| \| Deroserica pulchra \| \| \| \| |
|            | Deroserica compressicrus                                                        |
|            |                                                                                 |
|            | Deroserica pulchra                                                              |
|            |                                                                                 |